# 牛宿增六
牛宿增六（α¹ Cap）是摩羯座的一颗恒星，是一个双星系统，距地球约690光年
。主星是一个黄色的G型超巨星或亮巨星，视星等为4.30，其伴星的视星等为8.60。主星比太阳亮1047倍，表面温度约5200K.该星质量为太阳的5.3倍，半径则为太阳的40倍。